# 古宇利島
古宇利島（こうりじま）は、沖縄県国頭郡今帰仁村に属する島で、沖縄本島北部にある屋我地島の北に位置する。

## 概要
人口346人、世帯数163世帯。面積3.17平方キロメートル。周囲7.9キロメートル、最高点107メートルの円形台地状をしており、その周辺をラグーンと外洋が取り巻く。村内・上原・下原の三集落があり、一人の区長が統括している。
1979年度（昭和54年度）から本島との架橋の早期実現を望む要請活動が展開され、2005年（平成17年）2月8日に古宇利島大橋が開通した。
生活用水については、1975年度から1976年度にかけて本島（今帰仁村運天）からの海底送水管が整備された。農業用水については、古宇利大橋に併設する送水管で名護市の屋我地島から送水を受けている（経年劣化による破裂のおそれがあり2022年5月20日から送水停止となっている）。

## 歴史
琉球政府時代の1960年代より、島内の生活・産業基盤の整備が進められ、1970年代には海底からの送電・送水による電力供給施設・簡易水道・灌漑用貯水池が、1980年代には公民館と島を一周する道路が、1990年代には漁港・水産加工施設が、2000年代には公民館の建て替えと海岸道路、古宇利大橋の建設が行われた。

## 産業
古くから半農半漁であり、サトウキビや紅芋などの商品作物の栽培と、ウニ漁・モズク養殖などの沿岸・沖合漁業が行われているが、農業は従事者の高齢化と収益性の問題、漁業もウニの減少やモズクの不作・魚価の低迷を受けて厳しい経営環境におかれている。
古宇利大橋開通後、加工業や小売業への新規参入がある反面、既存のものは低迷・消滅している。

## 教育
- 今帰仁村立古宇利小学校 - 2013年3月末日で閉校。

2003年度までは小中併置校であったが、村内中学校の統合により2004年度から2012年度まで小学校のみ存在した。閉校に伴いこの島の小中学生は沖縄本島にある今帰仁村立天底小学校、今帰仁村立今帰仁中学校まで通学することになった。

## 交通

### 道路

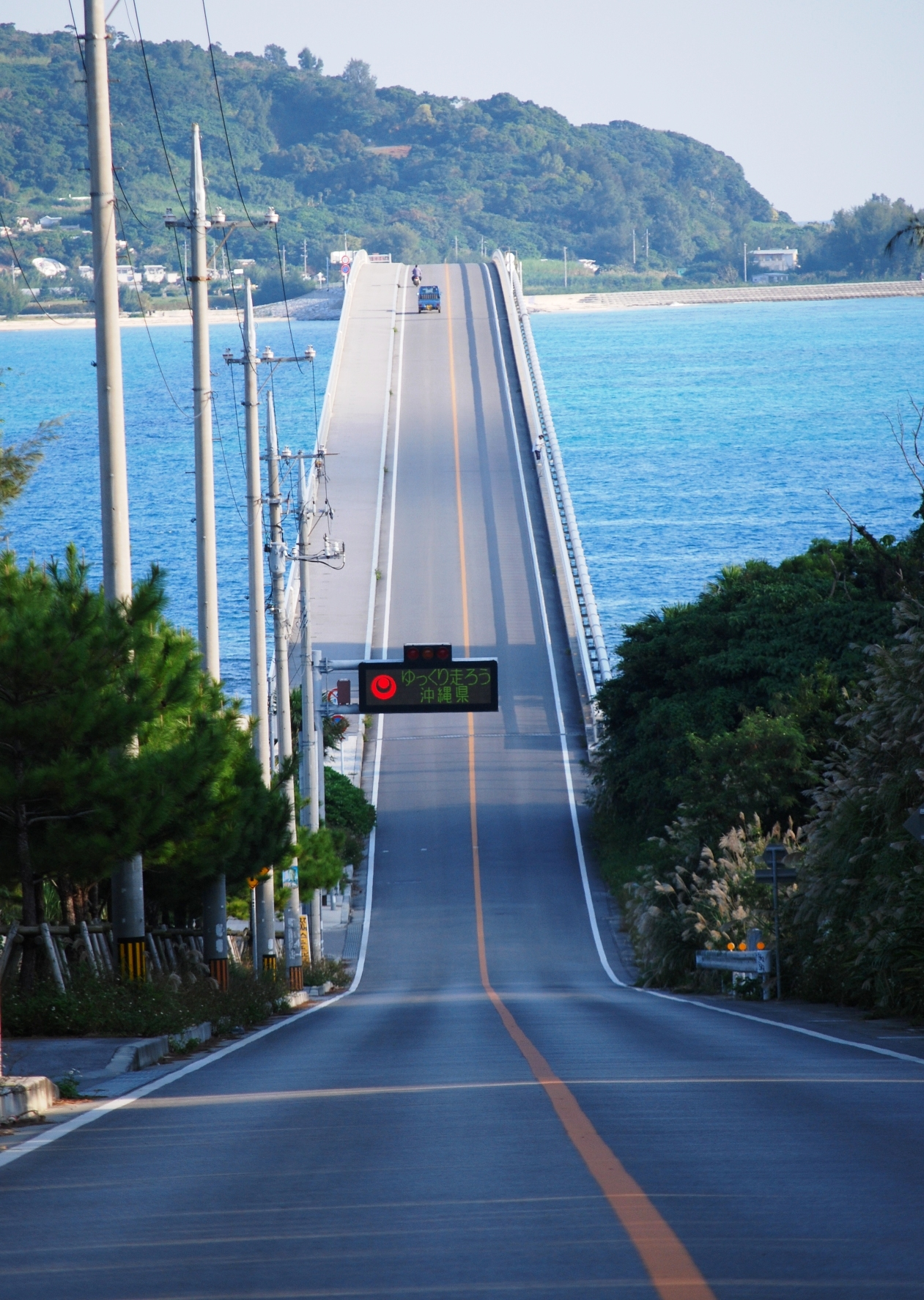
古宇利大橋

2005年2月に古宇利大橋が完成し、名護市の屋我地島と橋で結ばれた。行政上は今帰仁村に帰属しているが、屋我地島と今帰仁村本島側との間の架橋（ワルミ大橋）が開通するまでは、古宇利島から村役場のある仲宗根に向かう際、またこの島の中学生らが通学する際にも屋我地大橋を経由して迂回しなければならなかった。
- 沖縄県道247号古宇利屋我地線（古宇利大橋）

沖縄バス・那覇バスが運行する定期観光バスには古宇利島を組み込んでいるコースがある。
やんばる急行バスが今帰仁村の本島側と古宇利島を結ぶ、那覇 - 今帰仁間バス利用客限定の無料バスを運行していたが、2020年7月1日より運賃を支払えば誰でも利用可能な一般路線バスとなり、古宇利島に乗り入れる初の路線バスとなった。

### 船舶
1911年にサバニによる本島への定期輸送が開始され、2005年の古宇利大橋完成まで運行していた。

## 名所・旧跡
- 古宇利グスク - 対岸の今帰仁城と競争で築城勝負をしたが負けて廃城となったと言う口碑が残っている[16]。
- 古宇利大橋
- ティーヌ浜（ハートロック）
- トケイ浜
- 遠見屋遺跡
- 古宇利原遺跡
- チグヌ浜
- エモンズ
- 古宇利オーシャンタワー - 全高33m 、展望27m、30mの展望タワー。2013年11月23日竣工[17]。

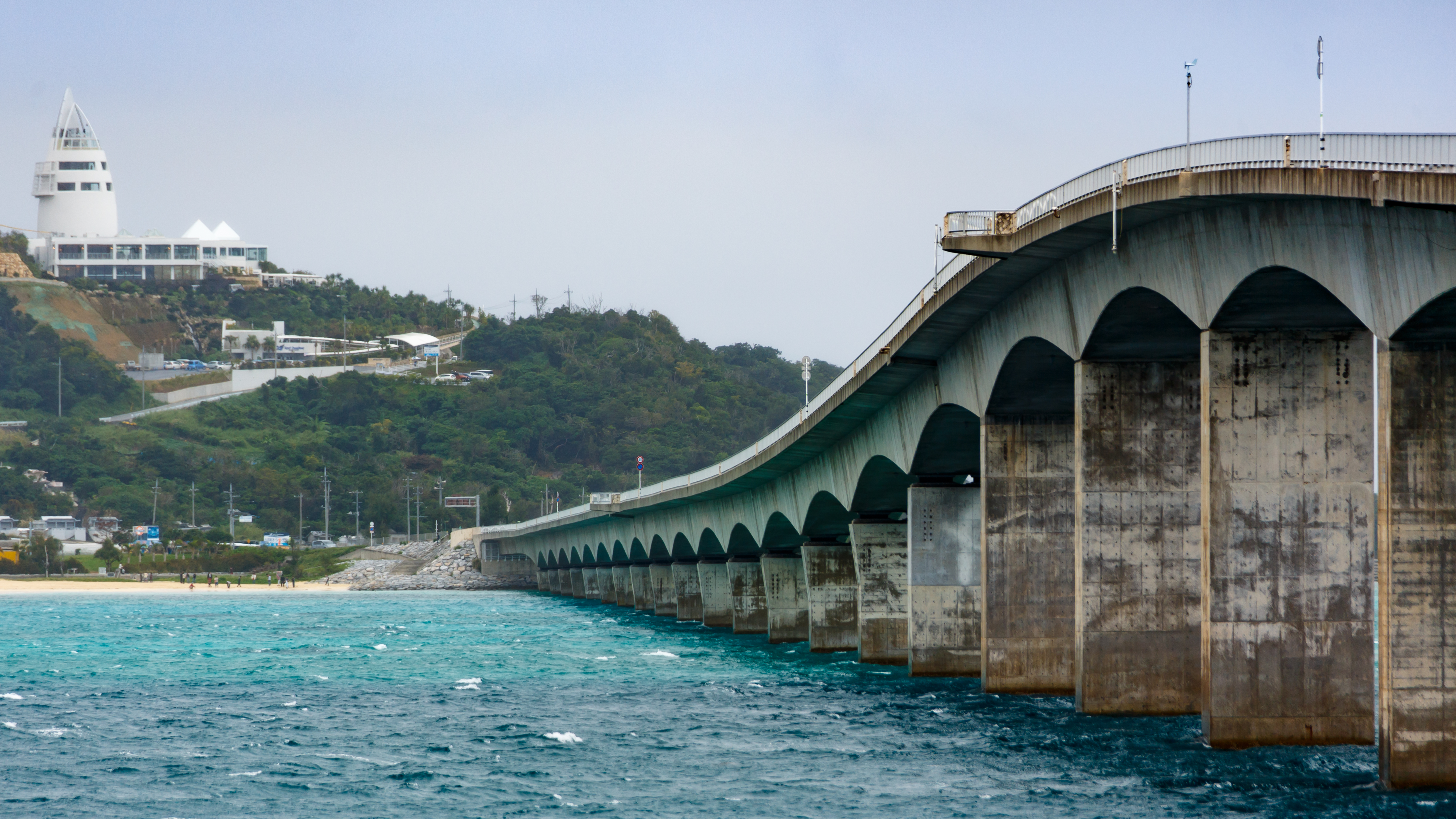
屋我地島から望む古宇利大橋。左奥に古宇利オーシャンタワーが見える。
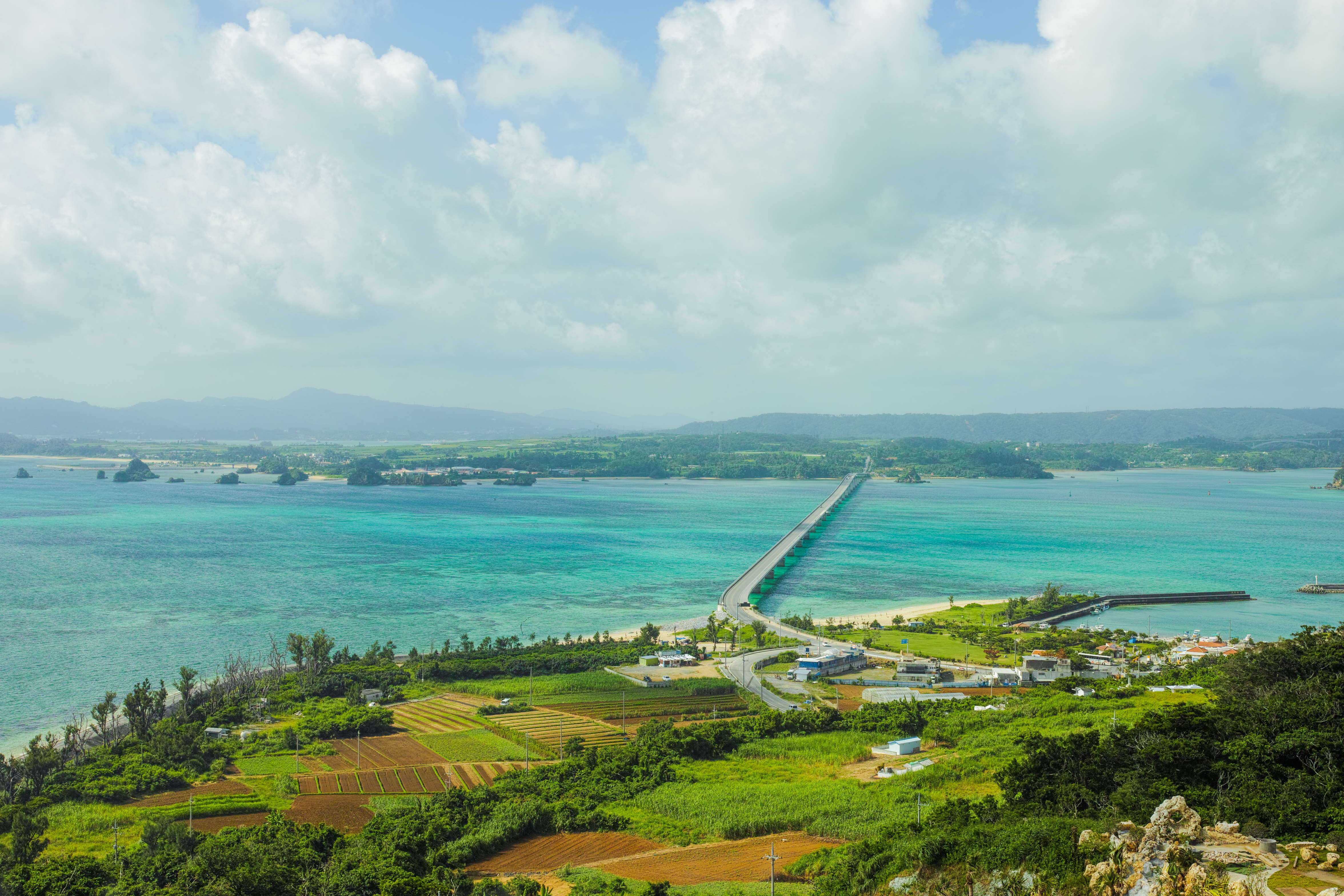
古宇利オーシャンタワーからの眺望。
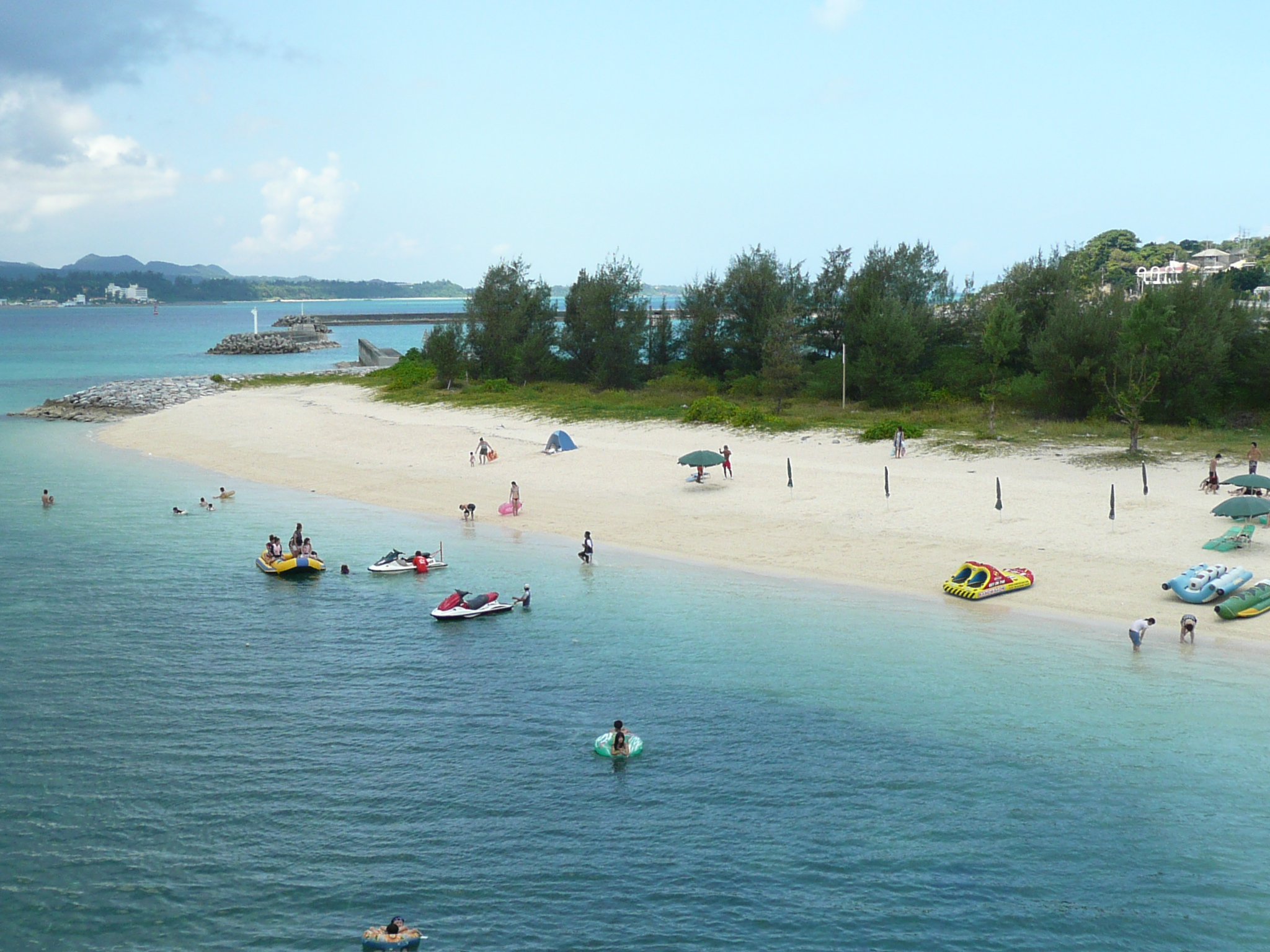
古宇利ビーチ
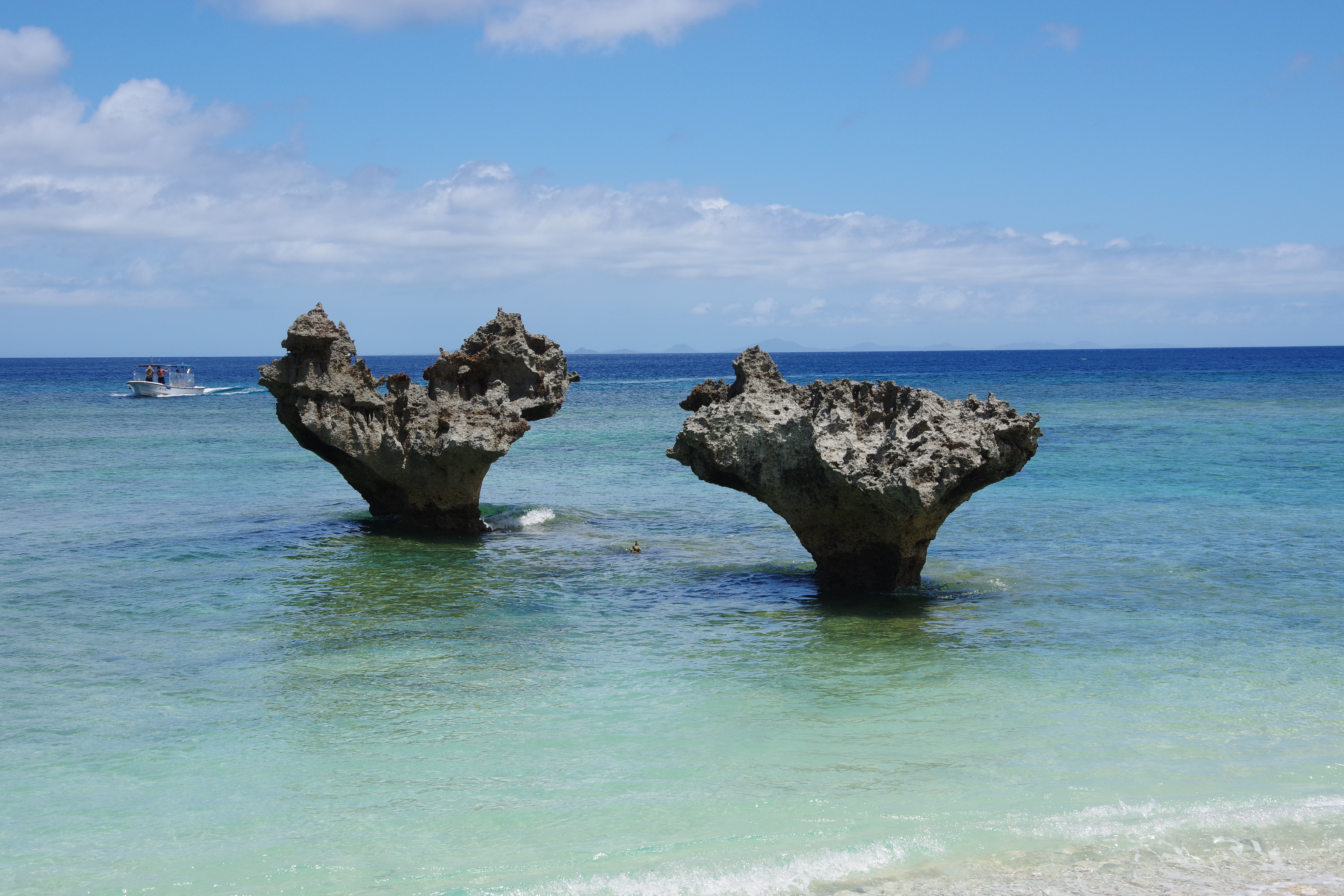
ティーヌ浜のハートロック